# Centre national de littérature
Het Centre national de littérature (Luxemburgs: Lëtzebuerger Literaturarchiv) is een Luxemburgs literatuurarchief en een van de culturele overheidsinstellingen van het land.

## Geschiedenis
De basis van het CNL werd in 1986 gelegd in het Nationaal Archief van Luxemburg. In 1995 werd het literatuurarchief ondergebracht in het Servais-Haus in Mersch. Het instituut verzamelt alles wat te maken heeft met literatuur in Luxemburg vanaf 1815 en maakt de verzameling toegankelijk via publicaties, tentoonstellingen en workshops. Tot de collectie behoren manuscripten, drukwerk en afbeeldingen, daarnaast zo'n 40.000 boeken die alleen ter plekke kunnen worden gelezen. Het CNL beheert het Luxemburger Autorenlexikon/Dictionnaire des auteurs luxembourgeois, een online, tweetalig naslagwerk over literatuur in Luxemburg.

## Directeuren
- 1995-2012  Germaine Goetzinger
- 2012-2020 Claude D. Conter
- 2020 Pierre Marson (ad interim)
- sinds 2020: Nathalie Jacoby

## Enkele publicaties
- Cornel Meder (1995) Das Luxemburger Literaturarchiv. Eine Chronik der Vorgeschichte. Mersch: Centre national de littérature.
- Batty Weber (2001, heruitgave) Fenn Kaß. Der Roman eines Erlösten. Mersch: Centre national de littérature. ISBN 2-919903-03-9.
- Pierre Marson (2005) Die Bestände des Luxemburger Literaturarchivs. Mersch: Centre national de littérature.
- Hugo Heumann, Germaine Goetzinger, Marc Schoentgen (2007) Erlebtes - Erlittenes ; von Mönchengladbach über Luxemburg nach Theresienstadt ; Tagebuch eines deutsch-jüdischen Emigranten. Mersch: Centre national de littérature.
- Germaine Goetzinger, Roger Muller, Nicole Sahl en Josiane Weber (2009). "Ech sinn e groussen Hexemeeschter": Dicks (1823-1891) Edmond de la Fontaine. Mersch: Centre national de littérature.